# Campo di concentramento di Đakovo
Il campo di concentramento di Đakovo fu operativo tra il dicembre 1941 e il luglio 1942, per ospitare principalmente ebrei ma in misura minore anche serbi, donne e bambini.
Il campo è stato allestito nella città di Đakovo, nello Stato Indipendente di Croazia (in croato: Nezavisna Država Hrvatska, abbreviato in NDH), sul sito di un mulino abbandonato che un tempo era utilizzato dall'arcidiocesi cattolica di Đakovo-Osijek e inizialmente era gestito in modo autonomo dalla comunità ebraica. I primi internati arrivarono il 2 dicembre 1941. All'inizio del 1942, nel campo scoppiò un'epidemia di febbre tifoide ulteriormente amplificata dall'arrivo degli ebrei deportati dalla Slovenia.
Il movimento Ustascia al governo ha successivamente assunto il controllo diretto del campo e molti detenuti sono stati sottoposti a varie torture, stupri ed umiliazioni. A metà maggio, il Ministero della Salute de NDH ha ordinato la chiusura del campo. Tra il 15 giugno e il 7 luglio 1942, furono trasportati nel campo di concentramento di Jasenovac tra i 2.400 ed i 3.200 detenuti, dove morirono in seguito. Nel corso della sua esistenza furono internate nel campo fino a 3.800 persone tra donne e bambini, di queste ne morirono almeno 569, anche se questa cifra potrebbe essere stata di 800 persone.
Nel 1945, le nuove autorità comuniste della Jugoslavia intrapresero le esumazioni sui precedenti terreni del campo di Đakovo. Nel settembre 1952, l'Unione delle comunità ebraiche di Jugoslavia ha inaugurato un monumento alle vittime del campo. Dopo l'indipendenza della Croazia dalla Jugoslavia, l'ex campo è stato trasformato in una stazione di servizio. Una cerimonia commemorativa si tiene ogni anno nel sito, così come in un vicino cimitero dove sono stati sepolti i corpi dei detenuti. Il cimitero è l'unico luogo di sepoltura in Europa in cui le vittime dell'Olocausto sono state sepolte con il loro nome e cognome e non solo con il numero da detenuto.
Nel 2013, è stata inaugurata a Đakovo una scultura intitolata Peace in Heaven, della scultrice israeliana di origine croata Dina Merhav,  per commemorare coloro che sono stati internati nel campo.

## Contesto storico

### La Jugoslavia tra le due guerre
Le tensioni etniche tra serbi e croati aumentarono in seguito all'istituzione del Regno dei serbi, croati e sloveni all'indomani della prima guerra mondiale. Durante il periodo tra le due guerre, molti croati arrivarono a risentirsi dell'egemonia politica serba nello stato di nuova costituzione, che portò all'approvazione di una legislazione che favoriva gli interessi politici, religiosi e commerciali serbi. Le tensioni divamparono nel 1928, in seguito all'uccisione di cinque deputati parlamentari croati da parte del politico serbo montenegrino Puniša Račić: due sono morti sul colpo e altri due sono rimasti feriti, il quinto, il leader dell'opposizione Stjepan Radić, morì quasi due mesi dopo per complicazioni attribuite alla sparatoria. Nel gennaio 1929, il re Alessandro istituì una dittatura reale e ribattezzò il paese Jugoslavia.
Poco dopo, il politico croato Ante Pavelić diede vita a Ustascia, un movimento nazionalista e fascista croato che cercava di raggiungere l'indipendenza della Croazia con mezzi violenti. Ustascia era un movimento fuori legge in Jugoslavia, era sostenuta in segreto dall'Italia fascista di Benito Mussolini, che aveva pretese territoriali in Istria e Dalmazia. L'Ustascia eseguì una serie di azioni volte a minare la Jugoslavia, in particolare con la rivolta del Velebit nel 1932 e l'assassinio del re Alessandro a Marsiglia nel 1934. Dopo l'assassinio di Alessandro, i leader più anziani del movimento Ustascia, incluso Pavelić, furono processati in contumacia sia in Francia che in Jugoslavia e condannati a morte, ma grazie alla protezione di Mussolini riuscirono a sfuggire alla cattura.
Dopo l'Anschluss del 1938 tra la Germania nazista e l'Austria, la Jugoslavia arrivò a condividere il suo confine nord-occidentale con la Germania e cadde sotto una crescente pressione politica nazista anche perché gli altri suoi confinanti si allinearono con le potenze dell'Asse. Nell'aprile 1939, l'Italia aprì una seconda frontiera con la Jugoslavia quando invase e occupò la vicina Albania. Allo scoppio della seconda guerra mondiale, il governo reale jugoslavo dichiarò la propria neutralità. Tra settembre e novembre 1940, Ungheria e Romania aderirono al patto tripartito, allineandosi con l'Asse, e poco dopo l'Italia invase la Grecia. La Jugoslavia era ormai quasi completamente circondata dalle potenze dell'Asse e dai loro Stati satelliti, e la sua posizione neutrale nei confronti della guerra divenne più difficile. Alla fine di febbraio 1941, anche la Bulgaria aderì al patto tripartito. Il giorno seguente, le truppe tedesche entrarono in Bulgaria dalla Romania, chiudendo l'anello intorno alla Jugoslavia. Con l'intenzione di proteggere il fianco sud per l'imminente attacco in Unione Sovietica, Adolf Hitler iniziò a esercitare forti pressioni sulla Jugoslavia affinché si unisse all'Asse.
Il 25 marzo 1941, dopo un certo ritardo, il governo reale jugoslavo firmò il patto con la condizionale. Due giorni dopo, un gruppo di ufficiali filo-occidentali e nazionalisti serbi dell'aeronautica militare jugoslava depose il reggente del paese, il principe Paolo, con un colpo di stato incruento. Posero sul trono il nipote adolescente Pietro e portarono al potere un "governo di unità nazionale" guidato dal generale Dušan Simović. Il colpo di stato fece infuriare Hitler, che ordinò immediatamente l'invasione della Jugoslavia, iniziata il 6 aprile 1941.

### La creazione dello Stato Indipendente di Croazia

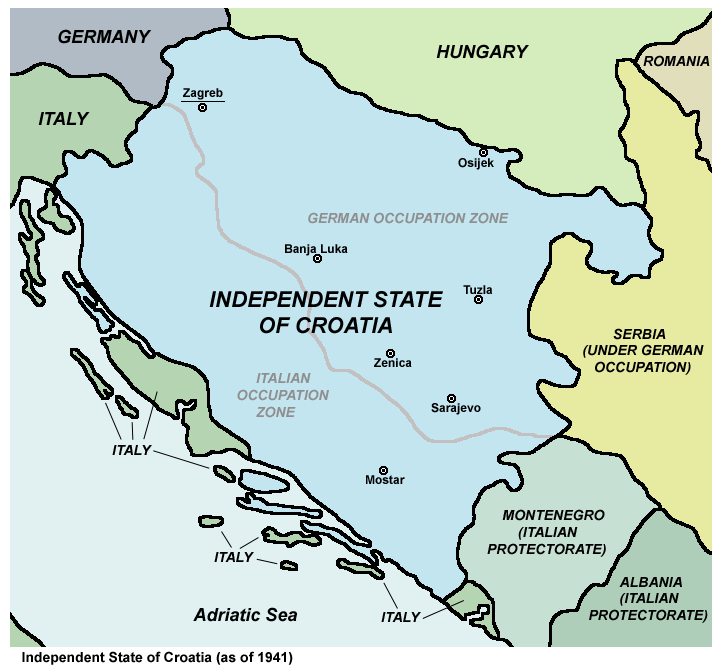
Una mappa raffigurante l'occupazione e la spartizione della Jugoslavia, 1941-1943

La Jugoslavia fu rapidamente sopraffatta dalla forza combinata delle potenze dell'Asse e si arrese in meno di due settimane. Il governo e la famiglia reale andarono in esilio e il paese fu occupato e smembrato. Hitler desiderava smantellare irrevocabilmente la Jugoslavia, che definì un "costrutto di Versailles". Hitler era noto per essere un serbofobo virulento, lui e altri alti leader tedeschi consideravano i serbi come subumani (Untermenschen), tanto che, nella concezione di Hitler del Nuovo Ordine d'Europa, dovevano essere puniti collettivamente. La Serbia fu ridotta ai suoi confini precedenti alla guerra balcanica, diventando l'unico paese dei Balcani occidentali ad essere direttamente occupato dai tedeschi. I territori abitati dai serbi a ovest del fiume Drina furono incorporati nello stato fantoccio dell'Asse noto come Stato indipendente di Croazia (NDH), che includeva la maggior parte della moderna Croazia, tutta l'odierna Bosnia ed Erzegovina e parti dell'odierna Serbia. L'istituzione della NDH era stata annunciata alla radio il 10 aprile da Slavko Kvaternik, un ex ufficiale dell'esercito austro-ungarico che era stato in contatto con i nazionalisti croati all'estero.
Pavelić è entrato nella NDH il 13 aprile e ha raggiunto Zagabria due giorni dopo. Lo stesso giorno, Germania e Italia hanno esteso il riconoscimento diplomatico alla NDH. Pavelić ne ha assunto il controllo e si è conferito il titolo di Poglavnik. Al momento della sua istituzione, NDH aveva una popolazione di 6,5 milioni di abitanti, di cui circa la metà erano croati. Era anche abitato da quasi due milioni di serbi, che costituivano circa un terzo della sua popolazione totale. Le terre abitate da serbi rappresentavano il 60-70 percento del territorio totale del NDH. Ai serbi, insieme ad altri che gli ustascia consideravano "indesiderabili" alla pari di ebrei e rom, era stata negata la cittadinanza sulla base del fatto che non erano ariani. Inoltre, furono prese misure immediate per cancellare dalla sfera pubblica la presenza dell'alfabeto cirillico. Il 17 aprile, l'Ustascia istituì la Disposizione legale per la difesa del Popolo e dello Stato, una legge che legittimava l'istituzione dei campi di concentramento e la fucilazione di massa degli ostaggi nella NDH. In totale, sono stati istituiti trenta campi di concentramento in tutto lo stato fantoccio.

## Gestione del campo

### Stabilimento e primi arrivi
Đakovo, situata a circa 197 chilometri a sud-est di Zagabria, è nota come sede dell'arcidiocesi cattolica di Đakovo-Osijek e come la sede di una delle più grandi concentrazioni di tedeschi etnici della Croazia. Nel novembre 1941, due alti dirigenti della comunità ebraica locale, Dragutin Rosenberg e Aleksandar Klein, persuasero il capo dell'Ufficio ebraico del Servizio di sorveglianza Ustascia (in croato: Ustaška nadzorna služba; UNS), Vilko Kühnel, ad autorizzare l'istituzione di un campo profughi a Đakovo. Alla fine di novembre, la polizia di Osijekla ha ordinato alla comunità ebraica della città di fare spazio entro cinque giorni a 2.000 donne e bambini ebrei: mentre le donne ed i bambini sarebbero stati deportati a Đakovo, i maschi ebrei sarebbero stati deportati nel più grande dei campi di concentramento dell'NDH, Jasenovac. I giovani ebrei locali hanno rapidamente convertito un mulino abbandonato a tre piani lungo 40 metri, un tempo utilizzato dall'arcidiocesi, in un campo profughi per ospitare donne e bambini. Diversi edifici circostanti sono stati successivamente aggiunti al campo.
Il 2 dicembre sono arrivati al campo 1.800 donne e bambini ebrei e cinquanta donne serbo-bosniache: la maggior parte proveniva da Sarajevo, ma anche da Zagabria, Požega, Pakrac, Slavonski e Bosanski Brod, Nova Gradiška, Zenica e Travnik. L'8 dicembre, la comunità ebraica di Sarajevo ha chiesto che le comunità ebraiche di Sarajevo, Zagabria e Osijek potessero sostenere le popolazioni civili dei campi di Jasenovac, Loborgd e Đakovo con delle donazioni. Dieci giorni dopo, l'Ufficio ebraico dell'UNS ha permesso che i fondi raccolti dalle comunità ebraiche fossero destinati ai detenuti di questi campi. Durante il loro confino, i detenuti sono stati costretti a svolgere lavori manuali: all'interno del campo furono istituiti laboratori di ceramica e pelletteria, dove lavorava la maggior parte delle detenute adulte, ben 400 donne sono state costrette a fare lavori agricoli nelle fattorie e nei campi limitrofi, per i bambini è stato organizzato un asilo.
I campi fornivano un riparo inadeguato dalle intemperie. I detenuti sono stati sottoposti a condizioni sanitarie spaventose. Durante i primi mesi della sua esistenza, il campo fu sorvegliato da due o tre agenti di polizia sotto il comando di Dragutin Mayer. I poliziotti hanno permesso ai detenuti di lasciare il campo per acquistare i beni necessari in città, per visitare l'ospedale di Osijek e per chiamare parenti e amici. Sebbene ai detenuti fosse permesso di acquistare medicine e il pesticida Zyklon B per la disinfezione, il prezzo era truccato dagli ustascia.

### Epidemia di tifo
All'inizio del 1942, il campo fu vittima di un'epidemia di tifo. Le persone locali di spicco, in particolare l'arcivescovo di Đakovo, Anton Akšamović, temevano che l'epidemia potesse diffondersi fuori dal campo. Il 30 gennaio 1942, le autorità inviarono una commissione medica a Đakovo, che prendeva atto delle condizioni di vita disumane a cui erano sottoposti i detenuti e raccomandava un aumento della quantità e della qualità delle forniture mediche assegnate al campo. Non è stato dato seguito a nessuna di queste raccomandazioni per porre rimedio alla situazione. Un piccolo numero di prigionieri è stato portato negli ospedali, e nello stesso periodo, i funzionari locali chiesero che il campo fosse trasferito più lontano dalla città per arginare l'epidemia, ma poiché l'arresto e la deportazione degli ebrei sloveni erano iniziati di recente, l'UNS cercò invece di allargare il campo. Queste deportazioni hanno portato ad un aumento del numero e delle dimensioni dei trasporti verso il campo entro febbraio. Un trasporto di 1.161 donne, provenienti da Stara Gradiška, arrivò a Đakovo il 24 febbraio 1942. A quel tempo, il campo ospitava circa 3.000 deportati, di cui circa un quarto bambini di età inferiore ai 14 anni. Delle 1.073 donne e bambini che arrivarono a Đakovo tra il 26 febbraio e il 6 marzo 1942, 274 – ovvero poco più di un quarto – provenivano da Zagabria.
Il forte aumento del numero dei detenuti ha rapidamente aggravato l'epidemia di tifo. Secondo diversi autori, il trasferimento di donne e bambini da Stara Gradiška a Đakovo è stato effettuato intenzionalmente per favorire la diffusione della febbre tifoide tra i detenuti di Đakovo. Nel marzo 1942, 631 detenuti furono ricoverati in ospedale, altri 219 furono infettati e 131 morirono. In risposta all'epidemia, le autorità e la comunità ebraica locale hanno deciso di affidare alcuni dei bambini ebrei del campo a delle famiglie affidatarie ebraiche locali: tutti i bambini ebrei di età inferiore ai dieci anni dovevano essere rimossi dal campo come parte di questa disposizione.
I funzionari della comunità ebraica amministrarono il campo fino al 29 marzo 1942. A metà aprile 1942, gli Ustascia assunsero il controllo diretto del campo come un distaccamento di Jasenovac guidato da Jozo Matijević. Alcune di queste nuove guardie stabilirono gli alloggi nei villaggi adiacenti mentre altri vivevano nei locali del campo. Le nuove guardie del campo hanno assicurato che nessuno dei detenuti potesse lasciare i campi, come era avvenuto in precedenza, e i detenuti non erano quindi più in grado di entrare in contatto con il mondo esterno. Tutte le successive consegne di aiuti sono state sequestrate dagli ustascia e i detenuti sono stati spesso derubati. La fame dilagò: le razioni giornaliere furono ridotte a due o tre patate a persona. Molti detenuti sono stati sottoposti a stupri e torture. Sebbene non si siano verificati casi di omicidi sistematici, i detenuti sono stati regolarmente abusati e umiliati, e si sono verificati anche più omicidi individuali. In un'occasione, gli ustascia si divertirono a lanciare pagnotte di pane ai bambini affamati. Quando i bambini si posarono sul pane, gli ustascia liberarono i loro cani affamati. Secondo un testimone oculare, dopo che un cane ha strappato un pezzo di carne a uno dei bambini, uno degli ustascia ha trascinato sia il bambino che il cane in un magazzino e ha chiuso a chiave la porta. Mentre il bambino urlava, l'ustascia suonava la fisarmonica.

### Chiusura

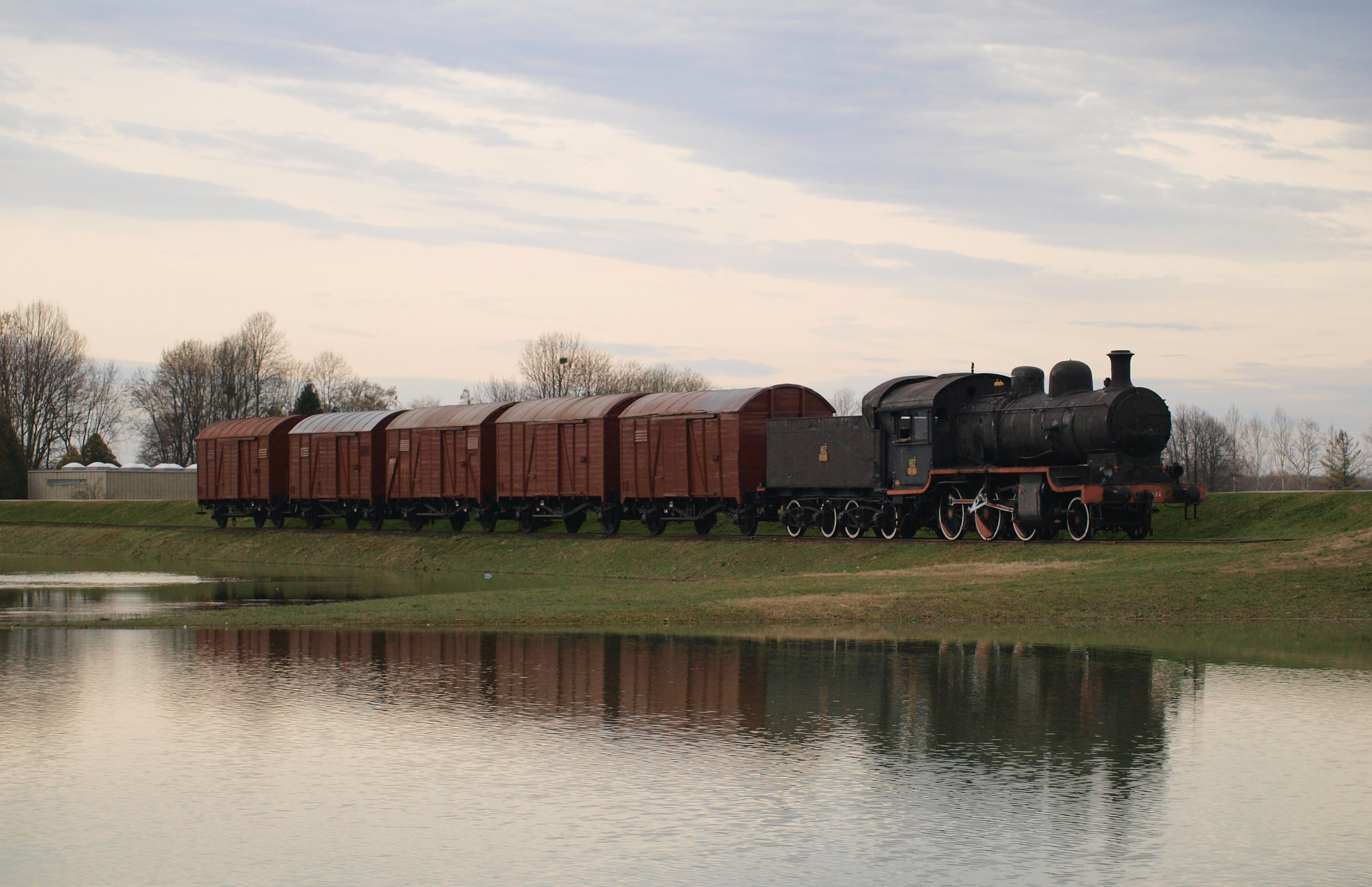
Uno dei treni che trasportavano i prigionieri a Jasenovac in mostra nel 2010

A maggio, ben 800 detenuti erano morti di febbre tifoide, che uccideva tra i cinque e i sei detenuti al giorno. Altri 700 detenuti hanno contratto altre malattie. A questo punto, il campo era diventato un peso per gli ustascia. Il 18 maggio 1942, il Ministero della Sanità chiese alla Direzione per l'ordine pubblico e la sicurezza (in croato: Ravnateljstvo za javni red i sigurnost; RAVSIGUR) di chiudere il campo entro un mese. Questo messaggio è stato trasmesso personalmente al RAVSIGUR dal Ministro della Salute, Ivo Petrić, che ha proposto il "trasferimento" o la "chiusura" del campo insieme alla fornitura di "cibo migliore ed in quantità maggiore per i prigionieri". Nonostante i suggerimenti di Petrić, il RAVSIGUR ha deciso che sarebbe stato più opportuno uccidere tutti i detenuti. La comunità ebraica di Zagabria in seguito si offrì di aiutare a rifornire il campo, ma le autorità rifiutarono la loro offerta perché avevano già deciso di liquidarlo.
Tra il 15 giugno e il 7 luglio, sono stati trasportati tra i 2.400 ed i 3.200 detenuti da Đakovo a Jasenovac. L'operazione fu supervisionata dal tenente Joso Matković. Per giorni furono lasciati in vagoni ferroviari chiusi a chiave sui binari fuori dal campo, e di conseguenza molti morirono di caldo, sete e fame. Quelli che sopravvissero a questa prova furono fatti scendere dai vagoni ferroviari e traghettati attraverso il fiume Sava e poi uccisi. I loro corpi furono poi spinti nella Sava da schiavi rom, che in seguito furono uccisi a loro volta. Ignara della loro sorte, tra il 7 luglio e il 14 luglio, la comunità ebraica di Zagabria ha inviato a Jasenovac circa 120 pacchi alimentari per gli ex detenuti di Đakovo. Nel settembre 1942, i membri della comunità ebraica di Zagabria iniziarono a sospettare che i detenuti fossero stati uccisi, anche se quando gli fu chiesto, i funzionari ustascia risposero solo che i detenuti erano stati trasportati a Jasenovac.

## Eredità

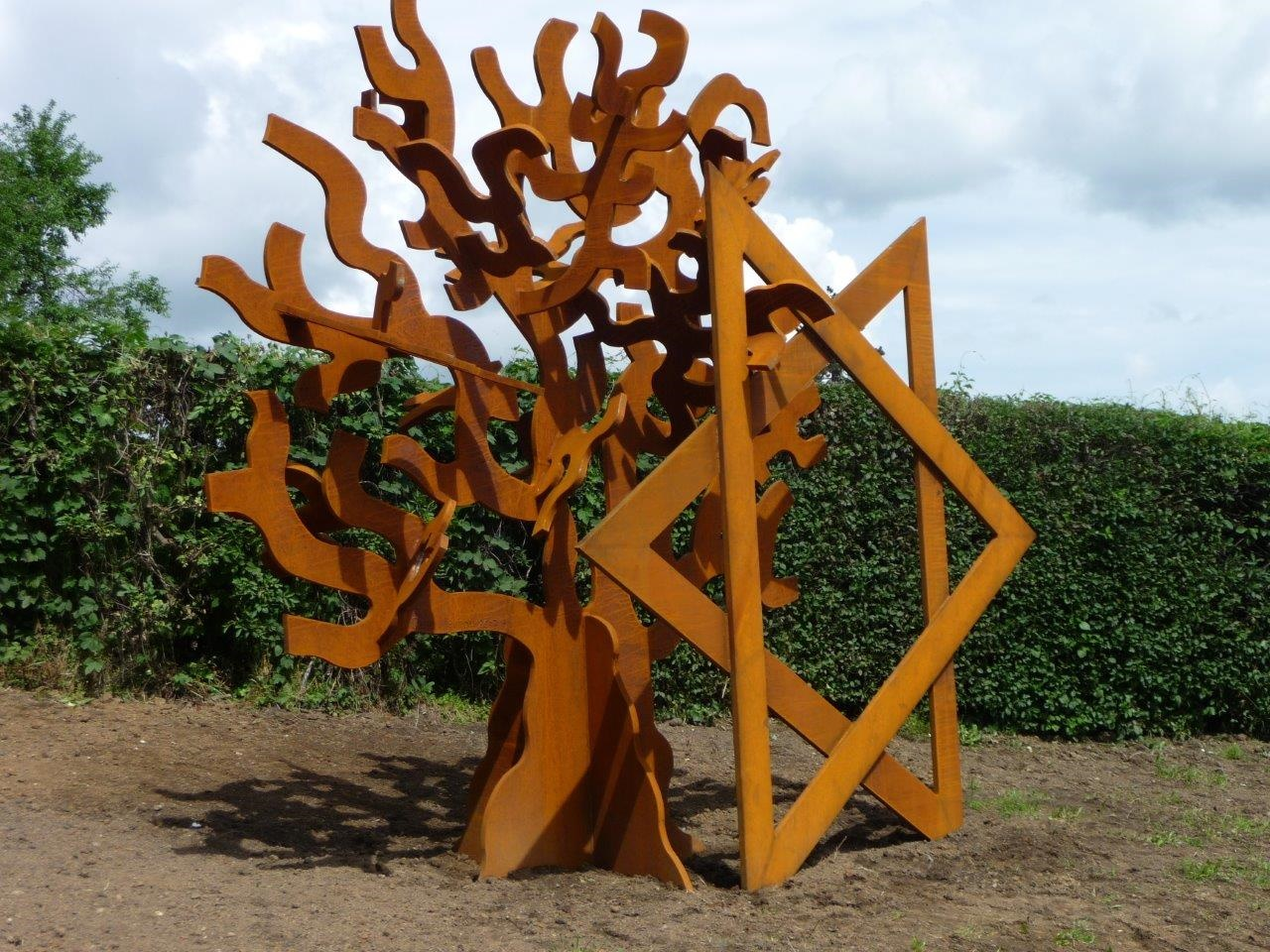
Il monumento Peace in Heaven di Dina Merhav, commemora coloro che sono stati internati a Đakovo

Nel corso della sua esistenza, il campo di Đakovo ospitò fino a 3.800 civili. Nell'agosto 1942, circa 1.200 ebrei furono deportati da Osijek, lasciando nella città tutti tranne 40-50 dei bambini adottivi ebrei che erano stati presi dal campo di Đakovo. Molti di questi bambini sono poi fuggiti a Spalato, nella zona di occupazione italiana. Secondo Yad Vashem, circa 25.000 ebrei furono uccisi nella NDH durante l'Olocausto. Nel 1945, le autorità jugoslave intrapresero delle esumazioni sui precedenti terreni del campo di Đakovo. L'anno successivo, l'ex amministratore del campo di concentramento di Jasenovac Miroslav Filipović testimoniò sull'uccisione dei detenuti di Đakovo a Jasenovac nel luglio 1942.
Nel settembre 1952, l'Unione delle comunità ebraiche di Jugoslavia ha inaugurato cinque monumenti alle vittime dell'Olocausto a Belgrado, Zagabria, Sarajevo, Novi Sad e Đakovo. Dopo l'indipendenza della Croazia dalla Jugoslavia, l'ex campo fu trasformato in una stazione di servizio.
Ogni anno, la prima domenica di giugno, nel sito si tiene una cerimonia commemorativa. La commemorazione comprende anche il vicino cimitero in cui furono sepolti i detenuti del campo che morirono. Il cimitero è unico in quanto è l'unico luogo di sepoltura in Europa in cui le vittime dell'Olocausto sono state sepolte con il loro nome e cognome e non solo con il loro numero di detenuto. Ci sono 569 vittime del campo sepolte nel cimitero. Su questa base, gli storici Jens Hoppe e Alexander Korb hanno concluso che il tasso di mortalità del campo ammontava a quasi il 19%.
Nel giugno 2013, una scultura intitolata Peace in Heaven, della scultrice israeliana di origine croata Dina Merhav, è stata inaugurata a Đakovo per commemorare coloro che sono stati internati nel campo.